# Dysdera cylindrica
Dysdera cylindrica är en spindelart som beskrevs av O. Pickard-Cambridge 1885. Dysdera cylindrica ingår i släktet Dysdera och familjen ringögonspindlar. Inga underarter finns listade i Catalogue of Life.